# Bombus braccatus
Bombus braccatus (saknar svenskt namn) är en insekt i överfamiljen bin (Apoidea) och släktet humlor (Bombus) som endast lever i Sichuan i Kina.

## Beskrivning
Bombus braccatus är en stor, långtungad humla; drottningen kan bli omkring 23 mm lång, arbetarna mellan 14 och 19 mm, och hanarna mellan 12 och 18 mm. Förutom storleksskillnaden är de tre kasterna (drottning, arbetare och hanar) tämligen lika: Huvudet är till största delen svart och mellankroppen är gul; denna kan dock ha ett mörkt (antingen helt svart eller med en del ljusa hår inblandade) fält mellan vingfästena. De två främsta tergiterna är gula, den tredje svart, och resten av bakkroppen orangeröd. Vingarna är mörkbruna.

## Utbredning
Arten finns enbart i ett tämligen litet område i den kinesiska provinsen Sichuan.

## Ekologi
Humlan är mindre vanlig på förhållandevis låg höjd (500 till 1 900 m) i sitt bergiga utbredningsområde. Den besöker framför allt ärtväxter mellan början av april och början av september. Arten besöker emellertid även rododendronarten Rhododendron longipedicellatum (i ljungväxternas familj), och tros vara denna arts huvudsakliga, kanske enda pollinatör.
Hanarna är patrullerare, under parningsförberedelserna flyger de runt i bestämda banor för att locka till sig parningsvilliga ungdrottningar med hjälp av feromoner.